# تلفزيون الفجر الجديد
تلفزيون الفجر الجديد أو تلفزيون الفجر، قناة إعلامية فلسطينية محلية مُستقلة تأسست عام 1996 كشركة مساهمة خصوصية في مدينة طولكرم بالضفة الغربية، وَتبث لِلعالم من خلال البَث المُباشر.
يقع مقر تلفزيون الفجر في مدينة طولكرم ويَمتلك التلفزيون إذاعة محلية تعرف بـ«الفجر إف إم» والتي تأسست سنة 2014، حيثُ تعمل على تغطية مناطق شمال فلسطين بواسطة أثير إف إم وتبث للعالم من خلال البث المُباشر. يُعنى تلفزيون الفجر بالقَضايا المَحلية الفلسطينية بالدرجة الأولى وذلك من خلال مجموعة من البرامج والنَشرات الإخبارية، كما يَعمل على بث المُباريات والأفلام والمُسلسلات التلفزيونية.

## روابط خارجية
- الموقع الرسمي
- البث المباشر